# Fußballklub Austria Wien
Il Fußballklub Austria Wien o FK Austria, noto internazionalmente come Austria Wien e in italiano come Austria Vienna, è una società calcistica austriaca con sede a Vienna. Milita in Bundesliga, la massima divisione del calcio austriaco.
Fondato nel 1911, ha come colori sociali il viola e il bianco; in passato il club è stato conosciuto anche come FK Austria Magna e FK Austria Memphis Wien per esigenze di sponsorizzazione. 
È l'unica squadra austriaca, insieme ai concittadini del Rapid, ad aver preso parte a tutte le edizioni del massimo campionato austriaco. Con 59 trofei ufficiali vinti (24 campionati, 27 ÖFB-Cup, 6 ÖFB-Supercup e 2 Coppe dell'Europa Centrale) è il club austriaco più titolato. A livello internazionale ha giocato la finale della Coppa delle Coppe 1977-1978, persa contro l'Anderlecht, mentre in Coppa dei Campioni il punto più alto è la semifinale nell'edizione 1978-1979, dove venne eliminato dal Malmö. Negli anni trenta ha vinto due edizioni della Coppa dell'Europa Centrale.
Disputa gli incontri interni al Franz Horr Stadion, che ha una capienza totale di 13 000 spettatori. Con i concittadini del Rapid dà vita al derby di Vienna, la sfida più sentita del calcio austriaco, essendo queste le due squadre più titolate e le uniche sempre presenti in massima serie.

## Storia

### Dalla fondazione alla seconda guerra mondiale
Il club viene fondato a Vienna il 12 marzo 1911 con il nome di Wiener Amateur-Sportverein (WAS) da alcuni ex giocatori ed ex dirigenti del Vienna Cricket and Football-Club. La squadra adotta il viola e il bianco come colori sociali; per questo il soprannome della squadra è "Die Veilchen", "I Violetti". Il club vince il suo primo trofeo nel 1921 conquistando la ÖFB-Cup, mentre il primo campionato viene vinto nel 1923-1924, stagione in cui la squadra realizza il double. Questa stessa combinazione viene realizzata anche nel 1926, anno in cui la squadra diventa professionistica; il nome viene perciò cambiato, e da Amateure diventa Austria. In questo periodo Gustav Wieser è capocannoniere in tre campionati consecutivi, mentre un altro giocatore importante è Walter Nausch.
Negli anni trenta l'Austria Vienna inizia ad affermarsi anche a livello internazionale: nel 1933 arriva infatti il primo successo nella Coppa dell'Europa Centrale, trofeo predecessore dell'attuale Champions League: gli austriaci, dopo aver superato il primo turno sconfiggono la Juventus in semifinale, e hanno poi la meglio sull'Ambrosiana-Inter nella doppia finale. Un nuovo successo nella manifestazione avviene nell'edizione del 1936, il trofeo viene conquistato sconfiggendo lo Sparta Praga in finale. Uno dei giocatori simbolo di questo periodo è Matthias Sindelar, che è anche il capitano della nazionale austriaca conosciuta come Wunderteam, la "squadra delle meraviglie".
Nel 1938 l'Austria viene annessa alla Germania, e le squadre austriache militano nella Gauliga Ostmark; qui "i Violetti" realizzano la vittoria più larga in assoluto nel campionato austriaco, un 21-0 contro il LASK. A parte questo, però, l'Austria Vienna non ottiene grandi risultati in questo periodo, che è anche molto triste: molti dei dirigenti e dei giocatori con origini ebree devono fuggire o vengono uccisi dal regime di Hitler. Lo stesso Sindelar muore in circostanze non chiare il 23 gennaio 1939 all'interno dell'appartamento che condivide con la sua compagna italiana, ufficialmente a causa di un avvelenamento da monossido di carbonio. Oltre al fatto che Sindelar convivesse con un'ebrea, l'episodio avvenuto durante la gara di scioglimento della Nazionale austriaca dopo l'Anschluss, un balletto successivo alla marcatura al posto del saluto nazista alla tribuna insieme al suo compagno ed amico Karl Sesta costituiva una forma di opposizione pubblica e visibile, di cui tutti, ancor oggi, parlano a Vienna. Tuttavia il club ottiene in questo periodo una vittoria molto più importante: riesce a mantenere il nome "Austria" nonostante i tentativi delle autorità sportive naziste di rinominare la società. Solo per un breve periodo nel 1938 la squadra assume la denominazione di Sportclub Ostmark.

### Dal dopoguerra agli anni settanta
Dopo la seconda guerra mondiale comincia per l'Austria Vienna una nuova era ricca di successi: la squadra, con in campo Ernst Stojaspal e Ernst Ocwirk, e in panchina Heinrich Müller vince il campionato nel 1948-49, e si ripete anche nel 1949-50 e nel 1952-53. Gli anni sessanta iniziano poi con la vittoria di tre titoli consecutivi, e in campo ci sono anche Karl Stotz e Horst Nemec. L'Austria Vienna partecipa per la prima volta alla Coppa dei Campioni nell'edizione 1961-1962, dove viene però eliminato negli ottavi di finale dalla squadra che vincerà il trofeo, il Benfica. "I Violetti" tornano al successo in campionato conquistando il titolo nella stagione 1968-1969 e in quella successiva, entrambi sotto la guida di Ernst Ocwirk. La squadra vince poi la quattordicesima coppa nazionale nel 1971, ma nella successiva partecipazione alla Coppa delle Coppe viene eliminata negli ottavi dal Torino.

### Il periodo d'oro
La seconda metà degli anni settanta segna l'inizio di un nuovo periodo d'oro per l'Austria Vienna: la squadra vince tre titoli e una coppa nazionale. A livello internazionale invece, gli austriaci sono autori di due partecipazioni memorabili alle competizioni europee, in entrambi i casi sotto la guida di Hermann Stessl: gli austriaci raggiungono la finale della Coppa delle Coppe 1977-1978, ma il 3 maggio 1978 al Parc des Princes di Parigi sono nettamente sconfitti dai belgi dell'Anderlecht per 4-0. Nella stagione successiva, invece, i "Violetti" raggiungono le semifinali della Coppa dei Campioni, dove sono eliminati dal Malmö. Importanti giocatori di questo periodo sono il celeberrimo Herbert Prohaska, detto Schneckerl, Felix Gasselich, Erich Obermayer, Walter Schachner, e infine Robert Sara, il giocatore con più presenze in assoluto nel campionato austriaco. Sempre in questo periodo, dal 1976 al 1978, il club assume il nome di SpG FK Austria/WAC a seguito dello spielgemeinshaft con il Wiener AC.
Gli anni ottanta si aprono con il double del 1980, e con il quindicesimo titolo conquistato l'anno successivo. Nel 1982 arriva poi la diciottesima coppa nazionale, a cui segue un'altra buona prova in campo internazionale nella conseguente partecipazione alla Coppa delle Coppe 1982-1983: qui gli austriaci eliminano i campioni in carica del Barcellona, e in seguito arrivano in semifinale dove vengono eliminati dal Real Madrid. La squadra partecipa poi alla Coppa UEFA 1983-1984 dove elimina l'Inter negli ottavi, ma viene eliminato dai futuri campioni del Tottenham nel turno successivo; tuttavia Tibor Nyilasi è il capocannoniere della manifestazione. A fine stagione i "Violetti" conquistano il sedicesimo titolo, a cui segue una nuova partecipazione alla Coppa dei Campioni: qui gli austriaci sono eliminati sempre ai quarti dalla squadra che sarà vicecampione, il Liverpool. Giocatori importanti di questo periodo sono Friedrich Koncilia e Anton Polster, oltre allo stesso Nyilasi.
L'Austria Vienna vince anche i titoli del 1984-1985 e il successivo; nelle due partecipazioni alla Coppa dei Campioni viene in entrambi i casi eliminato agli ottavi dal Bayern Monaco; in questo periodo Polster conquista la Scarpa d'oro 1987. Nella prima parte degli anni novanta la squadra vince tre titoli, tre coppe e quattro supercoppe nazionali.

### Frank Stronach e il Terzo millennio

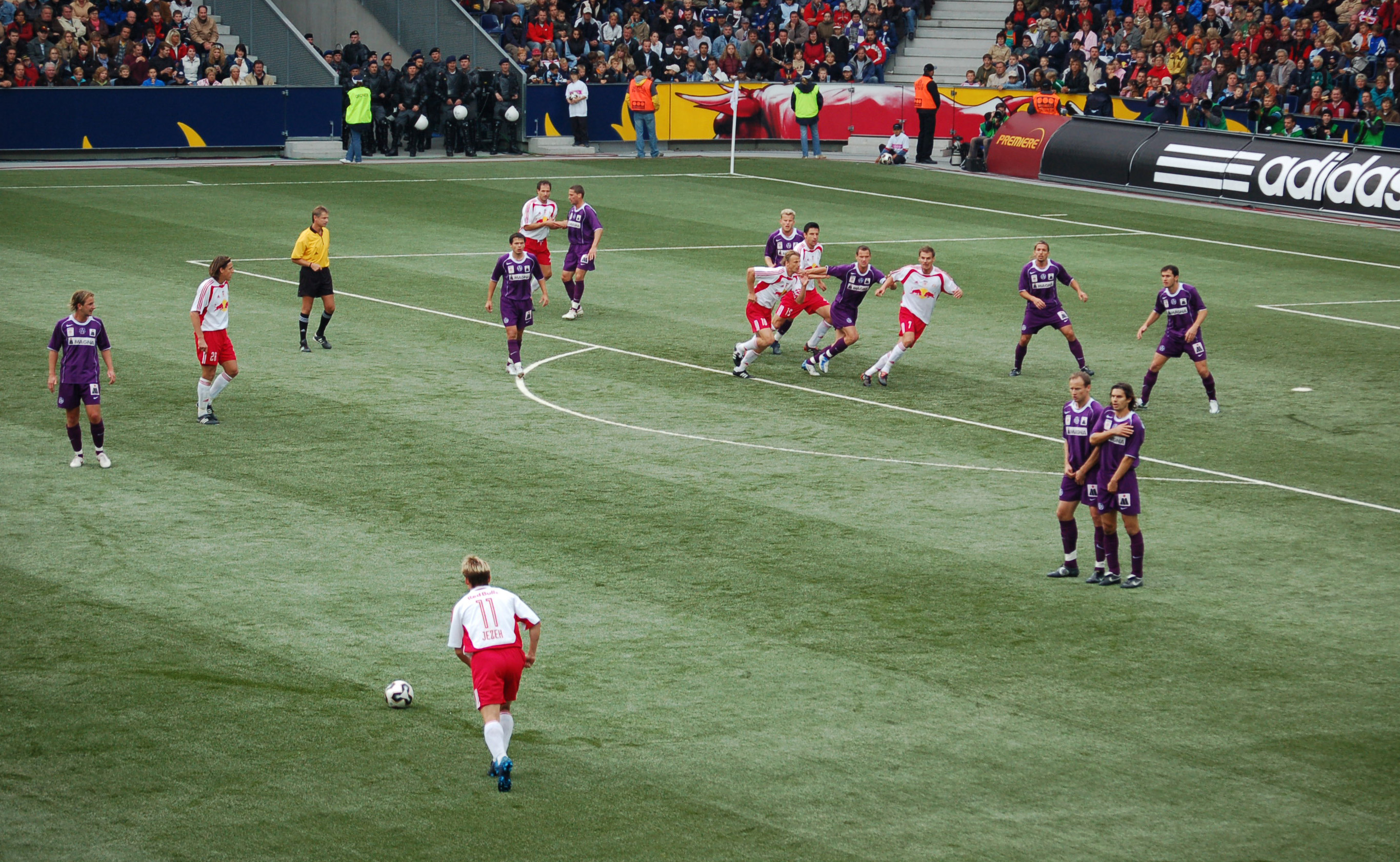
L'Austria Vienna in campo nel 2005

Nel 1999, dopo un periodo senza alcun campionato vinto, la proprietà dell'Austria Vienna viene rilevata da Frank Stronach, che investe molto denaro comprando molti giocatori di prima fascia. La squadra viene rinominata FK Austria Memphis Magna, e i Veilchen riconquistarono il titolo nel campionato 2002-2003, pur mancando l'approdo alla fase a gironi della successiva Champions League dopo l'incontro con l'Olympique Marsiglia. Nella Coppa UEFA 2004-2005 gli austriaci passano invece la fase a gruppi, venendo poi eliminati nei quarti di finale dal Parma solo grazie alla regola dei gol fuori casa. Il 21 novembre 2005, però, Stronach si dimette dall'incarico di presidente, e in seguito molti giocatori come Vladimír Janočko, Joey Didulica, Libor Sionko, Filip Šebo e Sigurd Rushfeldt vengono ceduti; nonostante questo la stagione termina con la conquista del ventitreesimo titolo, sempre però mancando nella stagione successiva la qualificazione alla fase a gruppi della Champions League; questo dopo aver incontrato il Benfica nel terzo turno preliminare.
In questo periodo il club si rende protagonista di un vero e proprio dominio nella coppa nazionale, con le vittorie del 2002-2003, 2004-2005, 2005-2006, 2006-2007 e 2008-2009, prima squadra nella storia del calcio austriaco a vincere il trofeo per quattro edizioni consecutive. Il 22 maggio 2013 poi, l'Austria Vienna si aggiudica il ventiquattresimo titolo battendo per 4-0 il Mattersburg; tuttavia la settimana successiva la squadra perde un po' a sorpresa la finale della coppa nazionale contro il Pasching, squadra militante nella terza divisione del calcio austriaco, la Regionalliga.
La stagione 2013-2014 inizia il 17 giugno 2013 con la nomina di Nenad Bjelica a nuovo allenatore in sostituzione di Peter Stöger che, dopo la vittoria del titolo ha accettato l'offerta del Colonia. L'Austria Vienna ha poi la meglio sulla Dinamo Zagabria, e riesce così a centrare in questa occasione la qualificazione alla fase a gironi della Champions League: i "Violetti" sconfiggono per 2-0 i croati sul proprio terreno, ma la partita di ritorno in Austria sembra compromessa: la Dinamo è infatti in vantaggio per 3-1 fino a pochi minuti dalla fine; gli austriaci vengono salvati da un gol di Roman Kienast che fissa il risultato finale sul 3-2 per gli ospiti, ma che è comunque sufficiente per avanzare. Si tratta della prima partecipazione in assoluto dei viennesi alla fase a gironi della massima competizione continentale, e la prima per una squadra austriaca dopo otto anni. Inseriti in un girone comprendente anche l'Atlético Madrid, lo Zenit e il Porto gli austriaci conquistano due punti nelle prime cinque gare. Ottengono l'unica vittoria all'ultima giornata, nell'incontro casalingo contro i russi; gli austriaci mancano la qualificazione all'Europa League pur chiudendo all'ultimo posto a pari punti con i portoghesi, che sono però in vantaggio negli scontri diretti; lo Zenit procede invece nella manifestazione con un solo punto in più. Nel campionato austriaco chiude in quarta posizione mancando l'accesso alla Europa League.
Il club viennese prende parte alle qualificazioni di UEFA Europa League 2017-2018 dove elimina AEL Limassol ed Osijek (contro i croati grazie alla regola dei gol in trasferta: vittoria per 1-0 in Austria e sconfitta in trasferta per 2-1). Vengono quindi inseriti nel girone D con Milan, AEK Atene e Rijeka, ma gli austriaci concludono quarti con 5 punti (una sola vittoria, sul campo dei croati per 4-1).

## Colori e simboli

### Colori
I colori della maglia dell'Austria Vienna il viola, il principale e il bianco; anche per questo unoi dei soprannomi del club è appunto "i violetti".

### Simboli ufficiali

#### Stemma
Il simbolo dell'Austria Vienna è composto da uno cerchio viola con scritto all'interno, in bianco, "Fussballklub Austria Wien 1911".

## Strutture

### Stadio

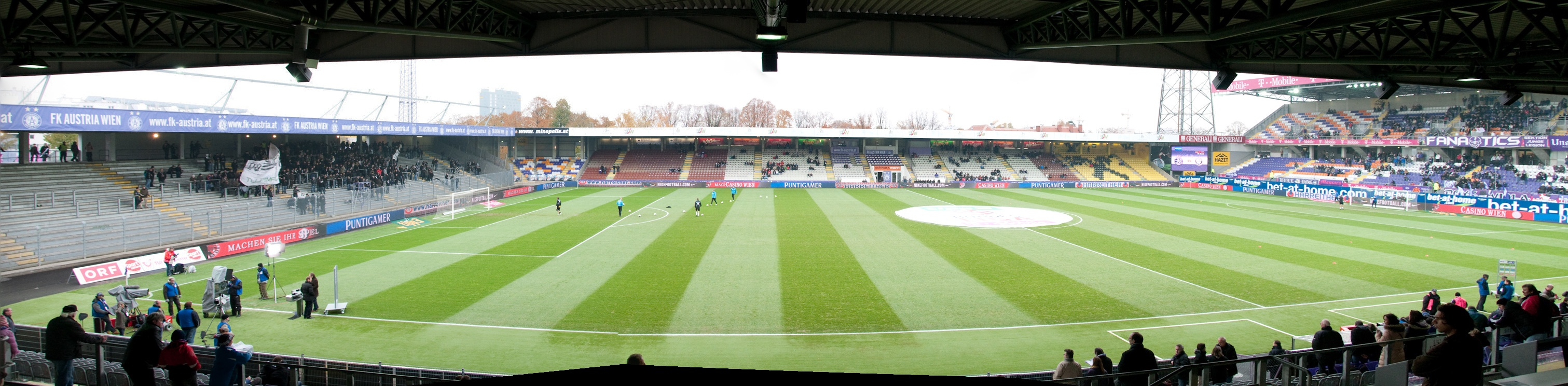
Veduta panoramica del Franz Horr Stadion.

Dal 1973 il club disputa le proprie gare interne nel Franz Horr Stadion, che può ospitare 13.000 spettatori. Per ragioni di sponsorizzazione è ufficialmente noto come "Generali Arena". L'impianto è stato costruito dagli immigrati cechi ed è stato inaugurato nel 1925; nella sua storia è stato più volte ristrutturato.
L'Austria Vienna per lungo tempo non ha avuto un terreno di gioco fisso, lo cambiava di anno in anno e spesso finiva per utilizzare il Prater. Verso la fine degli anni sessanta il club sentì l'esigenza di avere un "proprio" stadio, e pochi anni dopo la scelta cadde sul "Franz Horr".

## Società

### SquadraAmateure
L'Austria Vienna è stata una delle sole due squadre austriache, assieme al Salisburgo, ad avere una squadra Amateure in Erste Liga. Promossa al termine della Regionalliga Ost 2004-2005, è stata la prima squadra riserva ad approdare fino alla seconda divisione nazionale. Con la riforma del professionismo approvata nel 2009 il club sarà escluso dalla Erste Liga, in quanto dal 2010-2011 le squadre Amateure potranno giocare al massimo in Regionalliga, sul modello di quanto già accade in Germania.
Notevole anche il raggiungimento delle semifinali nell'edizione 2008-2009 della ÖFB-Cup, edizione poi vinta proprio dalla prima squadra.

## Allenatori
- 01.07.1911–30.06.1912: Jimmy Hogan
- 01.07.1912–30.06.1913: Hugo Meisl
- 1914-1918: nessun allenatore
- 01.07.1919–30.06.1921: Johann Andres
- 01.07.1925–30.06.1926: Jenő Konrád
- 01.07.1928–30.06.1929: Alfréd Schaffer
- 01.07.1929–30.06.1930: Robert Lang
- 01.07.1930–30.06.1931: Karl Kurz
- 01.07.1931–30.06.1932: Rudolf Seidl
- 01.01.1933–30.06.1935: Josef Blum
- 01.01.1935–30.06.1936: Jenő Konrád
- 01.07.1936–30.06.1937: Walter Nausch
- 01.07.1937–31.12.1938: Matthias Sindelar
- 01.01.1939–31.12.1940: Josef Schneider
- 01.01.1941–30.06.1942: Karl Schneider
- 1943–1945: nessun allenatore
- 01.04.1945–31.08.1945: Karl Geyer
- 01.09.1946–30.06.1954: Heinrich „Wudi“ Müller
- 01.07.1954–31.12.1955: Walter Nausch
- 01.01.1956–30.06.1957: Leopold Vogl
- 01.07.1957–30.06.1958: Karl Adamek
- 01.07.1958–30.06.1959: Josef Smistik
- 01.07.1959–30.06.1960: Walter Probst
- 01.07.1960–30.06.1962: Karl Schlechta
- 01.07.1962–31.10.1964: Eduard Frühwirth
- 01.10.1964–30.11.1964: Leopold Vogl
- 01.12.1964–30.06.1965: Heinrich „Wudi“ Müller
- 01.07.1965–30.06.1970: Ernst Ocwirk
- 01.07.1970–30.06.1972: Heinrich „Wudi“ Müller
- 01.07.1972–31.12.1972: Karl Stotz
- 01.01.1973–31.12.1973: Béla Guttmann
- 01.01.1974–30.06.1974: Josef Pecanka
- 01.07.1974–28.12.1974: Robert Dienst
- 01.01.1975–30.06.1975: Josef Argauer
- 01.07.1975–30.06.1977: Karl Stotz
- 01.07.1977–31.05.1979: Hermann Stessl
- 01.07.1979–31.03.1982: Erich Hof
- 01.04.1982–30.06.1984:  Václav Halama
- 01.07.1984–30.06.1985: Thomas Parits
- 01.07.1985–30.06.1986: Hermann Stessl
- 01.07.1986–30.06.1987: Thomas Parits
- 01.07.1987–11.10.1987: Karl Stotz
- 12.10.1987–30.06.1988: Ferdinand Janotka
- 01.07.1988–17.11.1988: August Starek
- 17.11.1988–31.12.1988: Robert Sara
- 01.01.1989–28.03.1990: Erich Hof
- 28.03.1990–09.06.1992: Herbert Prohaska
- 01.07.1992–31.05.1993: Hermann Stessl
- 01.07.1993–30.06.1994: Josef Hickersberger
- 01.07.1994–30.06.1995:  Egon Coordes
- 01.07.1995–30.06.1996:  Horst Hrubesch
- 01.07.1996–15.04.1997: Walter Skocik
- 26.04.1997–08.04.1998: Wolfgang Frank
- 09.04.1998–17.05.1998: Robert Sara
- 17.05.1998–02.04.1999:  Zdenko Verdenik
- 02.04.1999–30.05.1999: Friedl Koncilia
- 01.06.1999–03.05.2000: Herbert Prohaska
- 03.05.2000–31.05.2000: Ernst Baumeister
- 01.06.2000–12.03.2001: Heinz Hochhauser
- 12.03.2001–13.08.2001:  Arie Haan
- 12.08.2001–31.12.2001: W. Hörmann e A. Pfeffer
- 01.01.2002–31.05.2002: Dietmar Constantini
- 01.07.2002–04.10.2002: Walter Schachner
- 04.10.2002–30.06.2003: Christoph Daum
- 01.07.2003–24.03.2004: Joachim Löw
- 25.03.2004–05.05.2005: Günther Kronsteiner
- 06.05.2005–31.12.2005: Peter Stöger
- 01.01.2006–23.10.2006: Frenkie Schinkels
- 23.10.2006–19.03.2008: Georg Zellhofer
- 19.03.2008–26.04.2008: Dietmar Constantini
- 21.05.2008–21.12.2011: Karl Daxbacher
- 21.12.2011–21.05.2012: Ivica Vastić
- 11.06.2012–17.06.2013: Peter Stöger
- 17.06.2013–16.02.2014:  Nenad Bjelica
- 16.02.2014[9]–12.05.2014[10]: Herbert Gager
- 27.05.2014[11]–22.03.2015[12]: Gerald Baumgartner
- 04.04.2015–30.06.2015 Andreas Ogris
- 01.07.2015–25.02.2018  Thorsten Fink
- 27.02.2018–11.03.2019:  Thomas Letsch
- 11.03.2019–30.06.2019: Robert Ibertsberger
- 01.07.2019–17.07.2020: Christian Ilzer
- 31.07.2020–30.06.2021: Peter Stöger
- 01.07.2021–05.12.2022: Manfred Schmid
- 03.01.2023–13.05.2024:  Michael Wimmer
- 01.07.2024– : Stephan Helm

## Calciatori
- Scarpa d'oro
- 1987  Anton Polster
- Capocannoniere della Coppa UEFA/Europa League
- 1984  Tibor Nyilasi
- Calciatore austriaco dell'anno
- 1984  Herbert Prohaska
- 1985  Herbert Prohaska
- 1986  Anton Polster
- 1990  Andreas Ogris
- 1993  Franz Wohlfahrt
- 2002  Vladimír Janočko
- 2010  Zlatko Junuzović
- Capocannonieri della Bundesliga
- 1923  Ferdinand Swatosch
- 1924  Gustav Wieser
- 1925  Gustav Wieser
- 1926  Gustav Wieser
- 1946  Ernst Stojaspal
- 1947  Ernst Stojaspal
- 1948  Ernst Stojaspal
- 1952  Ernst Stojaspal
- 1953  Ernst Stojaspal
- 1961  Horst Nemec
- 1962  Horst Nemec
- 1964  Horst Nemec
- 1966  Hans Buzek
- 1969  Helmut Köglberger
- 1972  Alfred Riedl
- 1975  Helmut Köglberger
- 1976  Hans Pirkner
- 1979  Walter Schachner
- 1980  Walter Schachner
- 1984  Tibor Nyilasi
- 1985  Anton Polster
- 1986  Anton Polster
- 1987  Anton Polster
- 2006  Roland Linz
- 2011  Roland Linz
- 2013  Philipp Hosiner

## Palmarès

### Competizioni nazionali
- Campionato austriaco: 24

1923-1924, 1925-1926, 1948-1949, 1949-1950, 1952-1953, 1960-1961, 1961-1962, 1962-1963, 1968-1969, 1969-1970, 1975-1976, 1977-1978, 1978-1979, 1979-1980, 1980-1981, 1983-1984, 1984-1985, 1985-1986, 1990-1991, 1991-1992, 1992-1993, 2002-2003, 2005-2006, 2012-2013
- Coppa d'Austria: 27  (record)

1920-1921, 1923-1924, 1924-1925, 1925-1926, 1932-1933, 1934-1935, 1935-1936, 1947-1948, 1948-1949, 1959-1960, 1961-1962, 1962-1963, 1966-1967, 1970-1971, 1973-1974, 1976-1977, 1979-1980, 1981-1982, 1985-1986, 1989-1990, 1991-1992, 1993-1994, 2002-2003, 2004-2005, 2005-2006, 2006-2007, 2008-2009
- Supercoppa d'Austria: 6  (record)

1990, 1991, 1992, 1993, 2003, 2004

### Competizioni internazionali
- Coppa dell' Europa Centrale: 2  (record austriaco condiviso con Rapid Vienna e Wacker Innsbruck)

1933, 1936
- Coppa Intertoto: 1

1994

### Competizioni giovanili
- Blue Stars/FIFA Youth Cup: 2

1947, 1948
- Torneo Internazionale Under-19 Bellinzona: 1

1951

### Altri piazzamenti
- Campionato austriaco:

Secondo posto: 1919-1920, 1920-1921, 1922-1923, 1924-1925, 1936-1937, 1945-1946, 1951-1952, 1953-1954, 1963-1964, 1971-1972, 1981-1982, 1982-1983, 1986-1987, 1987-1988, 1989-1990, 1993-1994, 2003-2004, 2009-2010, 2016-2017
Terzo posto: 1933-1934, 1937-1938, 1947-1948, 1950-1951, 1956-1957, 1965-1966, 1966-1967, 1967-1968, 1976-1977, 1988-1989, 1992-1993, 2004-2005, 2007-2008, 2008-2009, 2010-2011, 2015-2016, 2021-2022, 2024-2025
- Coppa d'Austria:

Finalista: 1919-1920, 1921-1922, 1926-1927, 1929-1930, 1946-1947, 1963-1964, 1983-1984, 1984-1985, 2003-2004, 2012-2013
Semifinalista: 1917-1918, 1936-1937, 1965-1966, 1968-1969, 1969-1970, 1971-1972, 1977-1978, 1988-1989, 1999-2000, 2008-2009, 2011-2012, 2015-2016, 2024-2025
- Supercoppa d'Austria:

Finalista: 1986, 1994
- Alpenpokal:

Secondo posto: 1941
- Befreiungs-Pokal

Terzo posto: 1945
- Torneo Internazionale dei Club Campioni:

Semifinalista: 1951, 1952
- Torneo Internazionale dell'Expo Universale di Parigi 1937:

Quarto posto: 1937
- Coppa dell'Europa Centrale / Coppa Mitropa:

Semifinalista: 1935, 1937, 1966-1967
- Coppa delle Coppe:

Finalista: 1977-1978
Semifinalista: 1982-1983
- Coppa dei Campioni:

Semifinalista: 1978-1979
- Coppa Intertoto UEFA:

Semifinalista: 1999, 2000

## Statistiche e record

### Partecipazione ai campionati e ai tornei internazionali

#### Campionati nazionali
Dalla stagione 1911-1912 alla 2025-2026 compresa il club ha ottenuto le seguenti partecipazioni ai campionati nazionali:
| Livello | Categoria                                                   | Partecipazioni | Debutto   | Ultima stagione | Totale |
| ------- | ----------------------------------------------------------- | -------------- | --------- | --------------- | ------ |
| 1º      | Staatsliga A/Staatsliga/Nationalliga/1. Division/Bundesliga | 114            | 1911-1912 | 2025-2026       | 114    |

#### Tornei internazionali
Il miglior risultato raggiunto dal club nelle competizioni europee è la disputa della finale della Coppa delle Coppe 1977-1978, in cui però la squadra austriaca è stata sconfitta 4-0 dall'Anderlecht. In due altre occasioni i violetti hanno raggiunto le semifinali: nella Coppa dei Campioni 1978-1979 e nella Coppa delle Coppe 1982-1983, venendo battuti rispettivamente dal Malmö FF e dal Real Madrid. In tempi più recenti vanta una partecipazione alla fase a gironi della UEFA Champions League, avvenuta nell'edizione 2013-2014 e conclusasi con l'ultimo posto in un gruppo composto da Atlético Madrid, Zenit San Pietroburgo e Porto.
Alla stagione 2025-2026 il club ha ottenuto le seguenti partecipazioni ai tornei internazionali:
| Categoria                                | Partecipazioni | Debutto   | Ultima stagione |
| ---------------------------------------- | -------------- | --------- | --------------- |
| Coppa dei Campioni/UEFA Champions League | 19             | 1961-1962 | 2013-2014       |
| Coppa delle Coppe                        | 8              | 1960-1961 | 1994-1995       |
| Coppa UEFA/UEFA Europa League            | 19             | 1972-1973 | 2019-2020       |
| UEFA Conference League                   | 4              | 2021-2022 | 2025-2026       |
| Coppa Intertoto UEFA                     | 5              | 1996      | 2000            |

### Statistiche individuali
Il giocatore con più presenze nelle competizioni europee è Robert Sara a quota 62, mentre il miglior marcatore è Toni Polster con 16 gol.

### Statistiche di squadra
A livello internazionale la miglior vittoria è per 10-0, ottenuta contro l'Aris Bonnevoie nel primo turno della Coppa UEFA 1983-1984, mentre la peggior sconfitta è rappresentata dal 7-0 subito contro il Beroe nel primo turno della Coppa UEFA 1972-1973.

## Organico

### Rosa 2025-2026
Aggiornata al 28 luglio 2025.
| N. |                          | Ruolo | Calciatore             |
| -- | ------------------------ | ----- | ---------------------- |
| 1  | Austria (bandiera)       | P     | Samuel Şahin-Radlinger |
| 2  | Austria (bandiera)       | D     | Luca Pazourek          |
| 4  | Austria (bandiera)       | D     | Ziad El Sheiwi         |
| 5  | Gambia (bandiera)        | C     | Abubakr Barry          |
| 6  | Austria (bandiera)       | C     | Philipp Maybach        |
| 7  | Austria (bandiera)       | A     | Romeo Vučić            |
| 9  | Australia (bandiera)     | A     | Noah Botić             |
| 11 | Austria (bandiera)       | A     | Manprit Sarkaria       |
| 13 | Austria (bandiera)       | P     | Lukas Wedl             |
| 14 | Ghana (bandiera)         | A     | Kelvin Boateng         |
| 15 | Austria (bandiera)       | D     | Aleksandar Dragović    |
| 16 | Corea del Sud (bandiera) | C     | Lee Kang-hee           |
| 17 | Corea del Sud (bandiera) | D     | Lee Tae-seok           |
| 19 | Germania (bandiera)      | A     | Johannes Eggestein     |
| 20 | Austria (bandiera)       | C     | Sanel Šaljić           |

| N. |                     | Ruolo | Calciatore                 |
| -- | ------------------- | ----- | -------------------------- |
| 21 | Francia (bandiera)  | D     | Hakim Guenouche            |
| 22 | Austria (bandiera)  | C     | Florian Wustinger          |
| 23 | Austria (bandiera)  | A     | Konstantin Aleksa          |
| 24 | Croazia (bandiera)  | D     | Tin Plavotić               |
| 26 | Austria (bandiera)  | D     | Reinhold Ranftl            |
| 28 | Austria (bandiera)  | D     | Philipp Wiesinger          |
| 29 | Austria (bandiera)  | A     | Marko Raguž                |
| 30 | Austria (bandiera)  | C     | Manfred Fischer (capitano) |
| 36 | Austria (bandiera)  | C     | Dominik Fitz               |
| 40 | Austria (bandiera)  | D     | Matteo Schablas            |
| 46 | Austria (bandiera)  | D     | Johannes Handl             |
| 60 | Austria (bandiera)  | D     | Dejan Radonjic             |
| 66 | Austria (bandiera)  | D     | Ifeanyi Ndukwe             |
| 77 | Germania (bandiera) | A     | Maurice Malone             |
| 99 | Austria (bandiera)  | P     | Mirko Kos                  |